# Krtini binti Mohd Tahir
Pengiran Hajah Krtini binti Pengiran Haji Mohd Tahir (* 6. Juni 1966) ist eine bruneiische Diplomatin. Sie ist seit August 2020 Botschafterin von Brunei Darussalam in Deutschland, Österreich und der Schweiz.

## Berufsweg
Krtini binti Mohd Tahir wurde am 6. Juni 1966 geboren. Sie absolvierte ihre Ausbildung am Arabischen College und ein Bachelorstudium der Wirtschaftswissenschaften an der Universität von Brunei Darussalam. Im Jahr 1989 wurde sie Beamtin in der Abteilung Politik des Außenministeriums von Brunei Darussalam, 1998 wechselte sie in die Abteilung für multilaterale Wirtschaftsbeziehungen.
Im Rang einer Ersten Sekretärin ging Tahir 1998 nach London zur Hohen Kommission von Brunei Darussalam beim Vereinigten Königreich. Sie kehrte 2002 als stellvertretende Direktorin der „Abteilungen Politik 1“ und seit 2004 „Politik 2“ an das Außenministerium zurück. Im gleichen Rang wechselte sie 2005 in die Abteilung für multilaterale Wirtschaftsbeziehungen. Von 2006 bis 2007 war sie dort Erste Sekretärin der Abteilung für Technische Zusammenarbeit.
Im diplomatischen Dienst diente Tahir von 2016 bis 2020 als Generalkonsulin ihres Landes in Kuching, Sarawak. Zur Botschafterin in der Bundesrepublik Deutschland ernannt, übergab sie am 20. August 2020 ihr Akkreditierungsschreiben an Frank-Walter Steinmeier. In der Folge erhielt sie als nichtresidierende Botschafterin Akkreditierungen in Finnland, Island, Österreich, Norwegen, Polen und der Schweiz.

## Privates
Tahir ist verheiratet und Mutter von vier Kindern. Sie spricht neben Bahasa Melayu auch Englisch und Arabisch.
Als Angehörige der Königsfamilie von Brunei trägt sie die Ehrenbezeichnung „Pengiran“ und da sie den Haddsch absolviert hat, den Ehrentitel „Hajah“.